# Xantolis siamensis
Xantolis siamensis är en tvåhjärtbladig växtart som först beskrevs av Fletcher, och fick sitt nu gällande namn av Pieter van Royen. Xantolis siamensis ingår i släktet Xantolis och familjen Sapotaceae. Inga underarter finns listade i Catalogue of Life.